# Carlão (calciatore 1º agosto 1986)
Carlos Alexandre de Souza Silva, meglio noto come Carlão (Duque de Caxias, 1º agosto 1986), è un ex calciatore brasiliano, di ruolo attaccante.

## Carriera
Nella stagione 2012-2013 vince la Coppa di Lega portoghese con il Braga. Nella stagione 2014 si trasferisce allo 	Shijiazhuang Yongchang, nella seconda divisione cinese.

## Palmarès

### Club

#### Competizioni nazionali
- Coppa di Lega portoghese: 1

Braga: 2012-2013

### Individuale
- Capocannoniere della Coppa di Lega portoghese: 1

2009-2010 (3 gol)